# Les Chics Types
 (juin 2025).
L'article doit être relu — et modifié si nécessaire — par des contributeurs indépendants pour apporter un regard critique aux contributions effectuées en violation des conditions d'utilisation de Wikipédia, tant sur la forme (notamment concernant le style encyclopédique, la proportionnalité) que sur le fond (la neutralité de point de vue, la qualité et l'indépendance des sources).
 (juin 2025).
Les Chics Types est un groupe de rock français, originaire de Lyon, en Rhône-Alpes.

## Biographie

### Débuts et premiers albums (2005—2011)
Le groupe est formé en 2005 de la rencontre de Christian Biral et Cédric Vernet, le groupe démarre en duo, dont les influences prioritaires se situent entre le rock, le folk et le blues. Le groupe a été très vite rejoint par Jean-Yves Demure à la batterie puis Eric Corbet au saxophone en 2012 et Pierre Nony au piano en 2016. Plus tard, le groupe se produit régulièrement sur les scènes musicales de l'hexagone et les festivals parmi lesquels La Boule Noire, Le Transbordeur, Le Millenium, Le Ninkasi, Le Brin de Zinc, Blues sur Seine, Sur la route de Tullins, Grésiblues, etc. Des musiciens invités sont invités régulièrement sur scène par le groupe. They Call Me Rico, Jack Bon, Magic Buck, Tony Marlow ou Ahmed Mouici ont partagé la scène avec Les Chics Types. De 2012 à 2017, le groupe était signé par le label français Bluesiac fondé par Mike Lécuyer avant de rejoindre In Ouïe en 2017.
L'année 2008 marque la sortie de leur premier album Une belle journée. La soirée du lancement officiel bénéficie du parrainage du comédien Jacques Chambon. Le groupe est cité par la presse locale et des personnalités comme Gilles Verlant qui préfacera leur site web avec ces mots : « Les Chics Types ne sont pas des bébés rockers … Ils chantent des chansons gentiment rock avec des paroles positives, sans prétention et qui font du bien par où elles passent. Ce qui de nos jours, ma bonne dame, est toujours bon à prendre ». L'album Une belle journée est composé de 10 compositions du groupe parmi lesquelles : Une belle journée, Les Chics Types, Le Joueur de jazz ou encore Faut pas zoomer enregistrée avec la chorale Sing All Gospel Mass Choir à Dijon.
Sorti en mai 2011, l'album Hey ! Ma B.O. bénéficie de la participation du chanteur Kent. L'album, dont le sous-titre est La Bande originale des Chics Types, comprend 11 reprises rock et un titre original. L'originalité réside dans l'instrumentation entièrement acoustique : guitare et basse acoustiques, ukulélé, harmonica, percussions. La pochette du disque est une œuvre signée du photographe Oras. C'est un hommage au peintre américain Edward Hopper et à son tableau Summer Evening. Hey ! Ma B.O. est accueilli très positivement par la critique musicale, notamment la presse spécialisée rock, blues et folk.

### Alabama Blues(2012—2015)
Alabama Blues, sorti en octobre 2012 chez Oskar Éditions, est un livre interactif réalisé avec Maryvonne Rippert (Métal Mélodie, Blue Cerises) et dont Les Chics Types, héros de l'histoire, signent également la bande son. Pour la première fois en littérature jeunesse, un roman permet l'écoute des titres qui rythment sa lecture à l'aide de QR codes imprimés sur les pages. Le roman est très vite remarqué par la blogosphère et la presse spécialisée. Le livre est également cité pour son côté innovant par le journal Le Monde le 17 mai 2013.
Le disque Alabama Blues sort en parallèle en décembre 2012. Il contient la bande originale du livre : 13 nouveaux titres parmi lesquelles de nouvelles compositions et des reprises. Une édition en vinyle 33 tours sort fin 2013 sur le label Bluesiac. Le livre Alabama Blues est réédité en format poche en novembre 2014 (Oskar Éditions). En 2014, les Chics Types sortent leur premier album live enregistré au Millenium de l'Isle d'Abeau. Le disque contient 12 titres issus des albums studios du groupe et un inédit. La pochette est signée du graphiste Dominique Saraï-Desseigne (Little Bob, Iggy Pop, Jesus Volt, etc.).

### Magnéto(2017—2018)
Les Chics Types célèbrent leurs dix ans d’existence avec Magnéto. Ce 5e album est produit par Frédéric Pellerin (alias They Call Me Rico) et enregistré dans son propre studio, le studio Magnéto à Lyon. Le disque contient 10 nouvelles compositions en français interprétées pour la plupart avec des invités prestigieux : Jack Bon, ancien leader du groupe Ganafoul, They Call Me Rico, Ahmed Mouici, Fred Chapellier ou Neal Black. L'une des compositions, Sud profond, leur est offerte par l'écrivain français Jack Chaboud.
Le visuel est signé de l'illustrateur Olivier Bonhomme. L'album se hisse dans les classements des albums les plus diffusés par les réseaux Quota et Collectif des radios blues.

### Place Hubert Mounier(2019)
En 2019, le groupe initie un album hommage à Hubert Mounier, le fondateur de L'Affaire Louis' Trio, avec des artistes de la scène lyonnaise : Kent, Carmen Maria Vega, Buridane, Khaban, Frédéric Bobin, Joe Bel, Le Voyage de Noz, Laurélaï Brunelle, Auren, Denis Rivet, They Call Me Rico, Nikolas (dont le père était percussionniste de l'Affaire Louis' Trio), Thaïs T et Suissa.
Le disque comprend 14 titres dont une composition originale éponyme signée par Les Chics Types. La pochette du disque est une œuvre signée de Olivier Mounier, le frère d'Hubert. Le lancement du disque a lieu à guichets fermés le 5 novembre 2019 au Transbordeur à Lyon. Un an après ce concert, Les Chics Types sorte en single une nouvelle reprise de l'Affaire Louis' Trio, Le Meilleur des mondes, un titre inédit issu des enregistrements du disque Place Hubert Mounier mais jamais édité jusqu'alors.

### Comme si(2023)
Le 6e album du groupe sort le 22 septembre 2023 et s'intitule "Comme si". Toujours enregistré au Studio Magnéto et réalisé par le bluesman They Call Me Rico, le disque comprend 9 nouvelles chansons dont une reprise de William Sheller. Le disque comprend un duo avec Kent (chanteur) sur lequel intervient aussi Hélène Piris au violoncelle. La pochette est signée de l'illustratrice Marie Capriata. Le 7 février 2024, ils sont invités par Kent à jouer au Radiant Bellevue à Caluire pour la dernière date de sa tournée. Ce concert mémorable fera l'objet d'une édition CD et cassette audio intitulée "Live au Radiant" en juin 2025.
En 2024, le groupe fait son entrée dans l'Encyclopédie du Rock en France de Christophe Goffette qui leur consacre un article.

## Membres
- Christian Biral — chant, guitare
- Cédric Vernet — basse, harmonica
- Jean-Yves Demure — batterie
- Eric Corbet — saxophone
- Pierre Nony — piano

## Discographie

### Albums
- 2009 : Une belle journée (auto-production)
- 2011 : Hey ! Ma B.O. (auto-production)
- 2012 : Alabama Blues (auto-production)
- 2013 : Alabama Blues (Bluesiac / Socadisc)
- 2014 : Live au Millenium (Bluesiac)
- 2017 : Magnéto (avec They Call Me Rico, Jack Bon, Ahmed Mouici, Fred Chapellier, Neal Black)
- 2020 : Le Meilleur des mondes (single)
- 2023 : Comme Si
- 2025 : Live au Radiant

### Participations
- 2019 : Place Hubert Mounier